# Alpina B5
El Alpina B5 es un sedán deportivo fabricado por Alpina en serie limitada y presentado en 2005 en el Salón del Automóvil de Ginebra.
El B5 sucedió al Alpina B10 Biturbo, que fue el sedán de serie más rápido del mundo entre 1989 y 1996. Su principal competidor fue inicialmente el Mercedes-Benz E 55 AMG, mientras que actualmente es el E 63 AMG.
Este vehículo emplea como bases el BMW E60 y el motor de 4,4 litros de los antiguos 545i y 745i. En comparación con el modelo de BMW, el alpina B5 posee frenos de mayores dimensiones, un nuevo bastidor con control electrónico de amortiguación (EDC por sus siglas en alemán), un silenciador de acero inoxidable con doble tubo de escape pulido y las típicas modificaciones de Alpina en el exterior y el interior.
En 2010 se vendieron en Alemania 24 unidades en total.

## Motor
El motor V8 de 4,4 litros cuenta con un compresor rotativo (compresor centrífugo). Este compresor, fabricado por ASA, se denomina también "Turbessor" debido a que aúna las ventajas de un compresor y un turbo. A bajas revoluciones responde con rapidez como un compresor común, pero también tiene el empuje típico de un turbo. Al igual que este, puede alcanzar regímenes de más de 100.000 revoluciones por minuto. Gracias a esta medida, la potencia se incrementa de los 333 CV (245 kW) de serie a los 500 CV (368 kW). El par motor también aumenta, pasando de los 450 Nm de serie hasta los 700 Nm. La potencia se trasmite a las ruedas traseras por medio de una caja de cambios automática ZF 6HP 26 de seis velocidades afinada por Alpina, como suele ser habitual, y que cuenta con "Switch-Tronic".

## Datos técnicos
| Alpina B5                   | Sedán                                                          | Familiar                                                       |
| Cilindros/válvulas          | 8/32                                                           | 8/32                                                           |
| Diámetro por carrera        | 92,0 × 82,7 mm                                                 | 92,0 × 82,7 mm                                                 |
| Cilindrada                  | 4.398 cm³                                                      | 4.398 cm³                                                      |
| Relación de compresión      | 9,0:1                                                          | 9,0:1                                                          |
| Potencia máxima             | 500 PS (368 kW) a 5.500-6.000 r/min                            | 500 PS (368 kW) a 5.500-6.000 r/min                            |
| Par máximo                  | 700 Nm a 4.250-4.850 r/min                                     | 700 Nm a 4.250-4.850 r/min                                     |
| Transmisión                 | Caja de cambios automática "Switch-Tronic" de seis velocidades | Caja de cambios automática "Switch-Tronic" de seis velocidades |
| Velocidad máxima            | 314 km/h                                                       | 310 km/h                                                       |
| Aceleración de 0 a 100 km/h | 4,7 s                                                          | 4,8 s                                                          |
| Peso en vacío               | 1.720 kg                                                       | 1.810 kg                                                       |
| Consumo en l/100 km         | 12,3                                                           | 12,4                                                           |

## Información adicional
Un Alpina B5 Touring que tomó parte en el test de alta velocidad llevado a cabo por la revista Auto, Motor und Sport en Nardo en 2005 alcanzó una velocidad máxima de 319 km/h.

## Alpina B5 S
Alpina presentó el remodelado B5 S en el Salón del Automóvil de Fráncfort de 2007.

### Motor
Gracias a una modificación en la distribución se logró una optimización del proceso de combustión,  dando como resultado una temperatura de los gases de escape sensiblemente más baja, que a su vez se tradujo en un aumento de la potencia. De este modo, la potencia del motor V8 de 4,4 litros se incrementó en 30 CV, alcanzando 530 CV (390 kW). El par motor aumentó en 25 Nm hasta los 725 Nm. El B5 S acelera de 0 a 100 km/h en 4,6 s y alcanza una velocidad máxima de 317 km/h.

### Transmisión
Como novedad se introdujo la caja de cambios ZF Sport Switch-Tronic de seis velocidades,  que permitió reducir el tiempo entre cambios de marcha en un 50% en comparación con la caja montada anteriormente. El tiempo de reacción es de 1/10 s. Las sensaciones al cambiar de velocidad en modo manual son comparables a las de una caja de cambios de doble embrague.

### Bastidor
También constituyeron una novedad las mejoras en el bastidor EDC,  desarrolladas conjuntamente con Sachs Race Engineering.

### Datos técnicos
| Alpina B5S                  | Sedán                                                          | Familiar                                                       |
| Cilidros/válvulas           | 8/32                                                           | 8/32                                                           |
| Diámetro por carrera        | 92,0 × 82,7 mm                                                 | 92,0 × 82,7 mm                                                 |
| Cilindrada                  | 4.398 cm³                                                      | 4.398 cm³                                                      |
| Relación de compresión      | 9,0:1                                                          | 9,0:1                                                          |
| Potencia máxima             | 530 PS (390 kW) a 5.500 r/min                                  | 530 PS (390 kW) a 5.500 r/min                                  |
| Par máximo                  | 725 Nm a 4.750 r/min                                           | 725 Nm a 4.750 r/min                                           |
| Transmisión                 | Caja de cambios automática "Switch-Tronic" de seis velocidades | Caja de cambios automática "Switch-Tronic" de seis velocidades |
| Velocidad máxima            | 317 km/h                                                       | 313 km/h                                                       |
| Aceleración de 0 a 100 km/h | 4,6 s                                                          | 4,7 s                                                          |
| Peso en vacío               | 1.720 kg                                                       | 1.810 kg                                                       |
| Consumo en l/100 km         | 12,3                                                           | 12,4                                                           |

## Enlaces
- Página oficial Alpina E60 (en alemán)
- Autobild Alpina B5 (en alemán)
- auto-news Alpina B5 (en alemán)
- BMW Alpina B5 S Datos técnicos (en alemán)
- BMW Alpina B5 S Touring Datos técnicos (enlace roto disponible en Internet Archive; véase el historial, la primera versión y la última). (en alemán)